# Wasserschierling
Der Wasserschierling (Cicuta virosa), auch genauer Gift-Wasserschierling oder selten Wüterich genannt, ist eine Pflanzenart aus der Gattung Wasserschierlinge (Cicuta) innerhalb der Familie der Doldenblütler (Apiaceae). Zusammen mit dem Gefleckten Schierling gehört er in die Unterfamilie der Apioideae. Neben dem Gefleckten Schierling (Conium maculatum) und der Hundspetersilie (Aethusa cynapium) ist er eines der giftigsten Doldengewächse. 

## Beschreibung

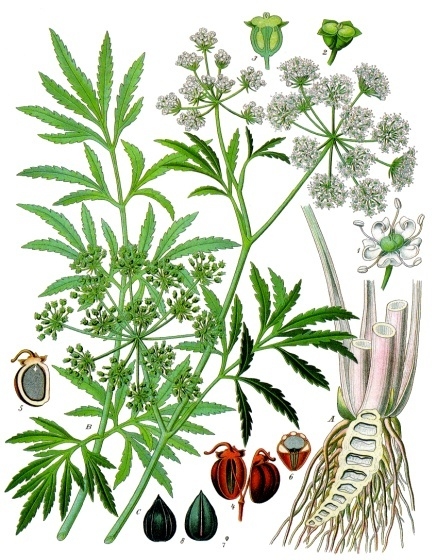
Illustration aus Köhler's Medizinalpflanzen

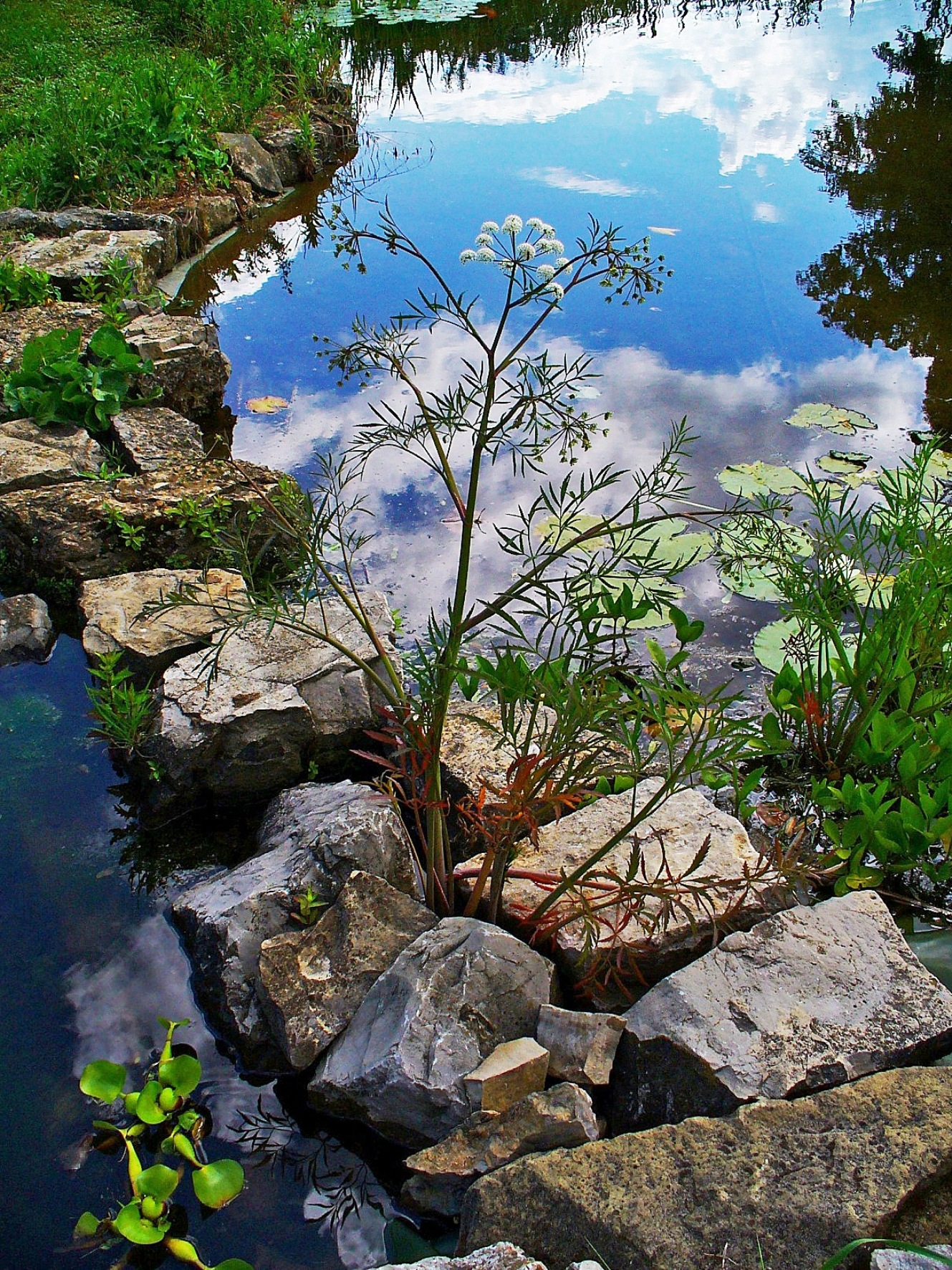
Habitus

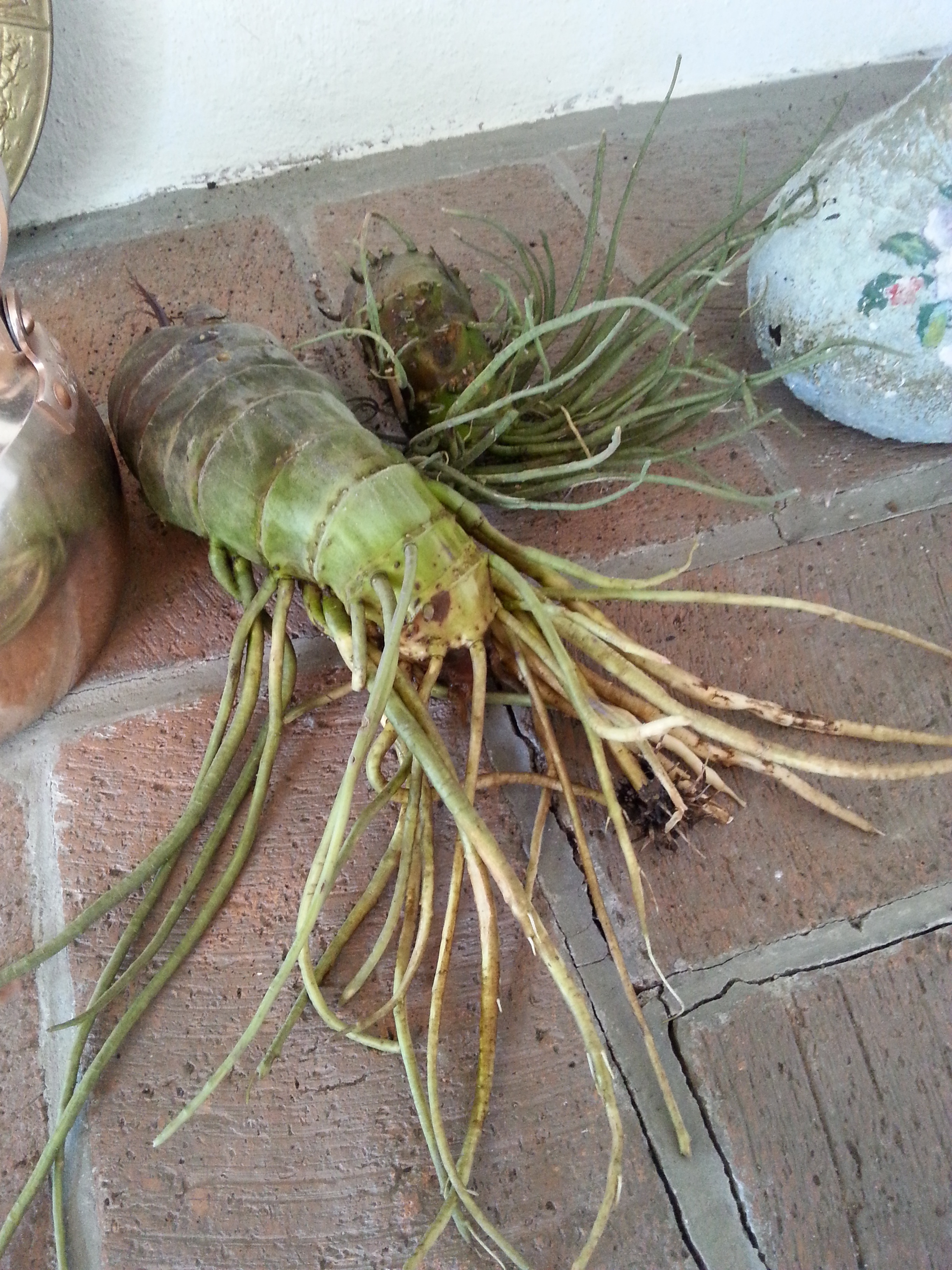
Unterirdische Pflanzenteile

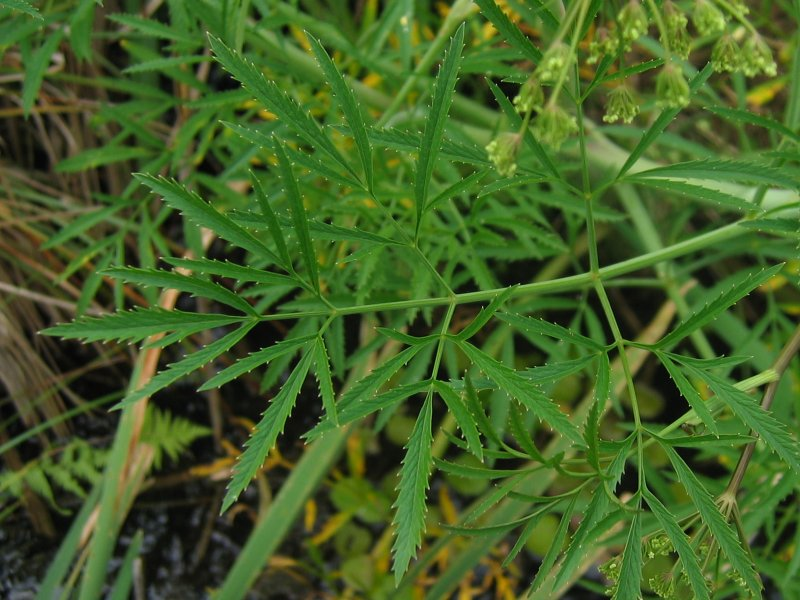
Laubblatt

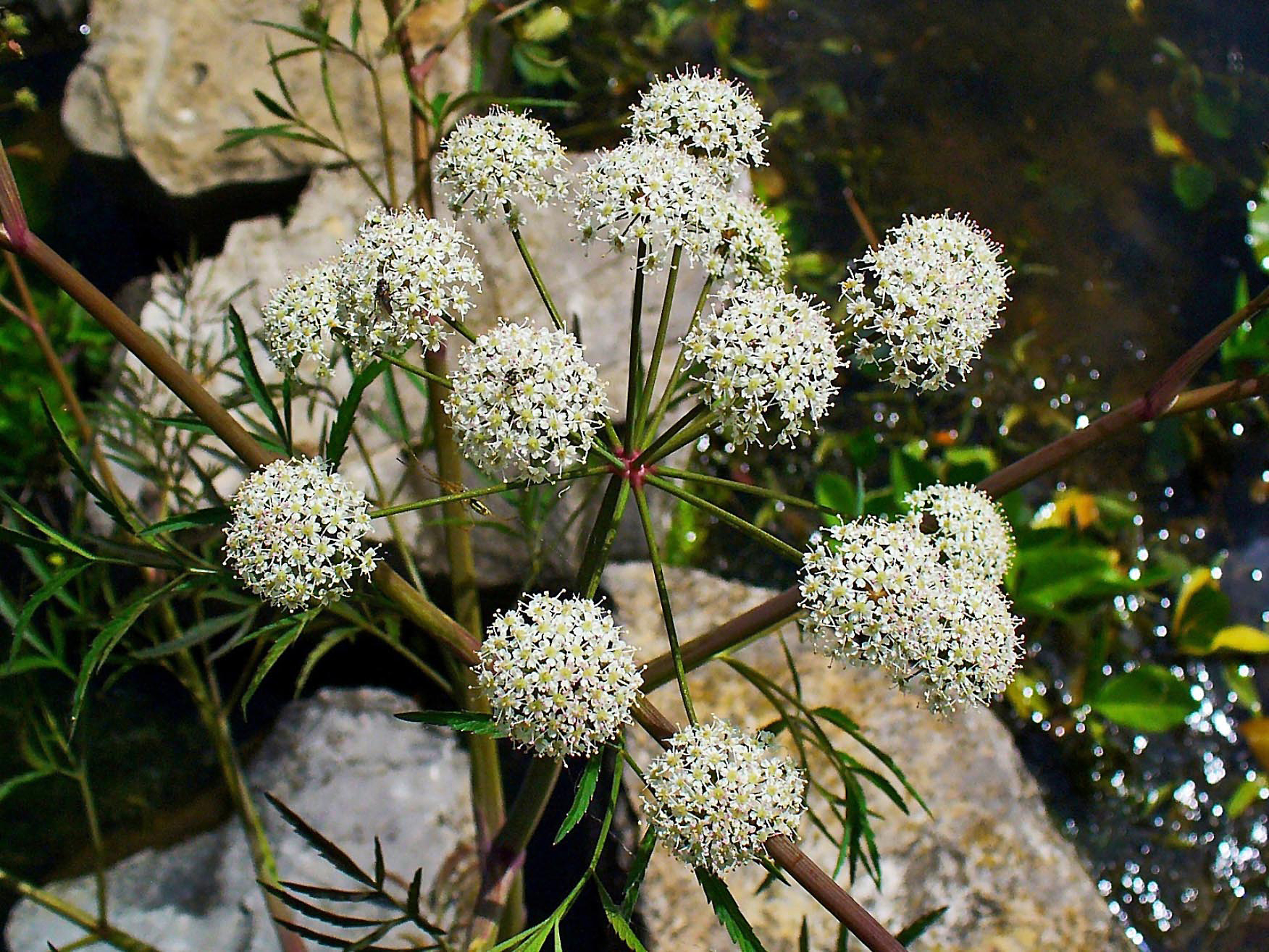
Doppeldoldiger Blütenstand

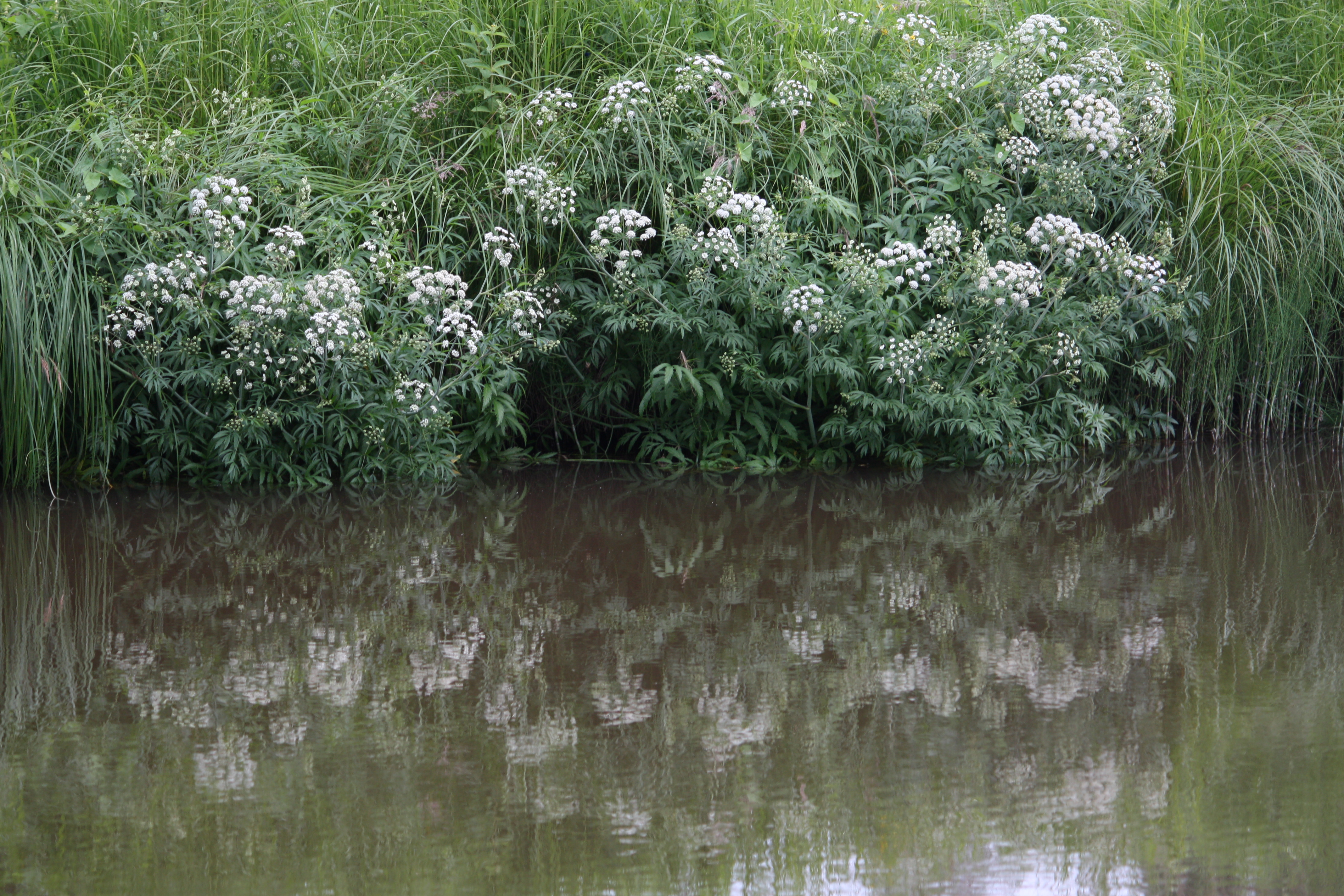
Habitat

### Vegetative Merkmale
Der Wasserschierling wächst als ausdauernde krautige Pflanze und erreicht Wuchshöhen von 0,5 bis zu 1,5 Metern. Als Überdauerungsorgan wird eine knollenartig verdickte Stängelbasis gebildet, die hohl ist, bis zu 7 Zentimeter dick ist und durch Querwände gekammert ist. Der meist im Wasser stehende, aufrechte oder aufsteigende, im oberen Bereich verzweigte Stängel ist auf gesamter Länge hohl und weist außen feine Rillen auf.
Die Laubblätter sind wechselständig am Stängel angeordnet. Die oberen Blätter sind kurz gestielt oder auf den bauchigen und hautrandigen Blattscheiden fast sitzend. Der Blattstiel und die Verzweigungen der Blattrhachis sind röhrig und rund. Die zwei- und dreifach gefiederten Blattspreiten besitzen Fiederabschnitte, die linealisch-lanzettlich und scharf gesägt sind.

### Generative Merkmale
Der doppeldoldige Blütenstand ist 10- bis 20-strahlig. Hüllblätter der Dolde fehlen. Die Döldchen weisen zahlreiche Hüllchenblätter auf und enthalten viele Blüten.
Die zwittrige Blüte ist fünfzählig. Die weißen Kronblätter sind bei einer Länge von etwa 1 Millimetern verkehrt-eiförmig, zur Basis hin verschmälert und am oberen Ende herzförmig ausgerandet mit schmaler kurz eingeschlagener Spitze. Das Griffelpolster ist niedrig-kegelförmig. Die Griffel sind lang und zuletzt zurückgeschlagen.
Die gelblich-braunen Doppelachänen sind bei einer Breite von nur 2 bis 3 Millimetern eiförmig bis fast kugelförmig und charakteristisch gerippt.
Die Chromosomenzahl beträgt 2n = 22, seltener 44.

## Ökologie und Phänologie
Der Wasserschierling ist ein sommergrüner, helomorpher Hemikryptophyt, ausdauernde Schaftpflanze bzw. eine Sumpf- oder wurzelnde Wasserpflanze. Der röhrige Stängel und die knollig verdickte, gestauchte Sprossbasis haben Luftkammern im Bereich der Internodien; dies ist eine Anpassung an den sauerstoffarmen Untergrund. Durch die Luftkammern sind auch die Knollen schwimmfähig. Vegetative Vermehrung erfolgt durch entwurzelte und schwimmende Knollen. Der Wasserschierling überdauert den Winter in der schützenden Laubschicht des Bodens.
Blütenökologisch handelt es sich bei den vormännlichen Blüten um „Nektar führende Scheibenblumen“. Bestäuber sind hauptsächlich Zweiflügler, besonders Schwebfliegen.
Die Blütezeit reicht von Juli bis September. Die sich im August - September entwickelnden Früchte mit Schwimmgewebe für die Schwimmausbreitung ausgestattet. Die Samen sind Licht- und Kältekeimer.
Der Wasserschierling ist Wirtspflanze für die Pilzarten Erysibe polygoni, Puccinia cicutae-maioris und Guignardia cicutae.

## Vorkommen und Gefährdung
Der Wasserschierling ist ursprünglich in Eurasien weitverbreitet. Sein Verbreitungsgebiet umfasst Europa, Zentralasien, Georgien, Sibirien, Indien, China, Japan, die Mongolei und den Fernen Osten, dazu Alaska und Kanada. In Europa kommt er in fast allen Ländern vor und fehlt nur in Portugal, Island, Luxemburg, Bosnien und Herzegowina, Montenegro, Albanien und Nordmazedonien und ist in Spanien ausgestorben.
Der Wasserschierling gedeiht in submeridionalen bis borealen Klimazonen vom Flach- bis ins Hügelland.
Der Wasserschierling ist an feuchten Verlandungsbereichen mesotropher (mittlerer Nährstoffgehalt) bis eutropher (hoher Nährstoffgehalt) stehender Gewässer wie Seen, Tümpel oder Gräben zu finden. Weitere Bestände können in feuchten Erlenbruchwäldern auftreten. Seine Bestände gehen jedoch stark zurück, was vor allem an der vorbeugenden Beseitigung wegen der gefährlichen Giftigkeit und an der zunehmend intensiven Nutzung von Verlandungsbereichen liegt. Er ist die Kennart der Pflanzenassoziation Cicuto-Caricetum pseudocyperi und hat sein Hauptvorkommen im Verband Alnion glutinosae (Erlenbrüche). 
Der Wasserschierling steigt in der Steiermark bis in eine Höhenlage von 1200 Meter, am Inn in Graubünden bei Celerina/Schlarigna bis 1740 Meter auf.
Die ökologischen Zeigerwerte nach Landolt et al. 2010 sind in der Schweiz: Feuchtezahl F = 5w (überschwemmt aber mäßig wechselnd), Lichtzahl L = 3 (halbschattig), Reaktionszahl R = 3 (schwach sauer bis neutral), Temperaturzahl T = 3+ (unter-montan und ober-kollin), Nährstoffzahl N = 3 (mäßig nährstoffarm bis mäßig nährstoffreich), Kontinentalitätszahl K = 4 (subkontinental).
In den meisten deutschen Bundesländern ist der Wasserschierling auf der Roten Liste der Gefäßpflanzen als „gefährdet“ oder „stark gefährdet“ eingestuft. In der Schweiz ist er „stark gefährdet.“ Auch im übrigen Europa ist er z. T. stark in seinen Beständen bedroht. 

## Giftigkeit, Heilkunde und botanische Geschichte
Sämtliche Pflanzenbestandteile des Wasserschierlings sind sehr giftig, insbesondere die Knollen, die etwa 0,2 % Cicutoxin enthalten. Die Giftigkeit wird durch Polyine, insbesondere das Cicutoxin, verursacht. Nach Verzehr bereits geringer Mengen kann der Tod infolge Atemlähmung eintreten. Nach einem alten preußischen Gesetz sollte diese Pflanzenart wegen ihrer Giftigkeit ausgerottet werden.
Schon ältere Literatur beschreibt Vergiftungen, oft nach Verwechslung mit essbaren Pastinakenwurzeln. Ein Wurzelstock töte einen Erwachsenen. In Kamtschatka sei Cicuta ein Pfeilgift. Madaus zufolge meinten antike Autoren mit Cicuta wohl den Fleckenschierling, den noch mittelalterliche Quellen meist mit dem Wasserschierling gleichsetzen. Gessner nannte ihn Cicuta aquatica, Linné dann Cicuta virosa. Das Kraut und die Wurzel dienten – humoralpathologisch als warm und trocken angesehen – früher oft als Salbe oder Wickel zur, schon in der Antike belegbaren Schmerzstillung bei Gicht, Rheuma, Drüsenverhärtung, Krämpfen und krampfartigem Husten, in der russischen Volksmedizin auch bei Ischias, Geschwüren und Panaritien. Auch eine Wirkung bei Chorea wurde beobachtet.
Als Unterscheidungsmerkmal zu anderen Doldenblütlern kann der Geruch des Wasserschierlings nach Sellerie dienen.

## Taxonomie
Die Erstveröffentlichung von Cicuta virosa erfolgte 1753 durch Carl von Linné in Species Plantarum, Tomus I, S. 255.

## Trivialnamen
Für den Wasserschierling bestehen bzw. bestanden auch die weiteren deutschsprachigen Trivialnamen: Bärstkraut (Ostpreußen), Bartzenkraut (Elsass), Berstekraut, Berzenkraut, Blutschierling (Schlesien), Buochalter, Butschürling (mittelhochdeutsch), Dullkraut (Altmark, Göttingen), Hunteschervela (althochdeutsch), Pfiffen (mittelniederdeutsch), Piifcruyt (mittelniederdeutsch), Pypkrut (mittelniederdeutsch), Sackpfeifen (mittelhochdeutsch), Sachpfiff (mittelhochdeutsch), Scaerline (mittelniederdeutsch, holländisch), Scarna (althochdeutsch), Scereling (althochdeutsch), Sceriling (althochdeutsch), Scerling (althochdeutsch), Scerlink, Scering (althochdeutsch), Scerning (althochdeutsch), Scherlinc (mittelhochdeutsch), Scherlig (althochdeutsch), Schernig (althochdeutsch), Scherring (althochdeutsch), Scherlynck, Schierlenk (Siebenbürgen), Schirling, Wiss Schirling (mittelhochdeutsch), Rasende Schirlynk (mittelhochdeutsch), Serlich (althochdeutsch), Serlink, Sigue (mittelhochdeutsch), Wätscherling, Wedendunk (Mecklenburg, Ostpreußen, Pommern), Wedewesle, Wedewessele, Wedescherlingk (mittelhochdeutsch), Wedeschern (mittelhochdeutsch), Wedewenn (mittelhochdeutsch), Wedewindel (mittelhochdeutsch), Wedewsle (mittelniederdeutsch), Weidendung (Pommern), Weidscharling (mittelhochdeutsch), Werczling (althochdeutsch)Weydenwispel (mittelniederdeutsch), Widerewispeln (althochdeutsch), Winterich (mittelhochdeutsch), Wintrich (mittelhochdeutsch), Wintterich (mittelhochdeutsch), Wintscherling (mittelhochdeutsch), Wischerlinc (althochdeutsch), Witrecht (mittelhochdeutsch), Witscherling (Ostpreußen), Witzerling, Wödendunck (Mecklenburg), Wodendunck (Mecklenburg), Wodescern (althochdeutsch), Wodeskerne (althochdeutsch), Wodescerve, Wodescherve, Wodenspele, Wodesterne, Wögendunck, Wortheling (althochdeutsch), Wotich (althochdeutsch), Wöterich (mittelhochdeutsch) Wötrich (mittelhochdeutsch), Wotscherling (mittelhochdeutsch), Wotscerlink (mittelniederdeutsch), Wotscherlinc (mittelniederdeutsch), Woutzerling (mittelhochdeutsch), Wrugerling, Wüterich, Wuetscherling (mittelhochdeutsch), Wuntscherlinc (mittelhochdeutsch), Wuntzerlinc (mittelhochdeutsch), Wuotrich (althochdeutsch), Wutscherletz (althochdeutsch), Wutscherlinc (althochdeutsch), Wutscherlyng, Wutscerlinc (althochdeutsch), Wutzerling (mittelhochdeutsch) und Ziegerkraut.